# Glochidion lanceilimbum
Glochidion lanceilimbum är en emblikaväxtart som beskrevs av Elmer Drew Merrill. Glochidion lanceilimbum ingår i släktet Glochidion och familjen emblikaväxter. Inga underarter finns listade i Catalogue of Life.